# Conduites alimentaires chez l'enfant et l'adolescent
Les conduites alimentaires des enfants et des adolescents sont étudiées par les psychologues et les nutritionnistes. Les conduites alimentaires de l'enfant et de l'adolescent réfèrent au développement des goûts et préférences alimentaires ainsi qu'aux conséquences des choix alimentaires sur la santé (en particulier sur l'obésité et le surpoids). Les interactions avec l'environnement, la famille, le milieu scolaire, la culture et les habitudes alimentaires de la population environnante, y jouent un rôle essentiel.

## Développement du goût avant la naissance
Les conduites alimentaires du bébé qui va naître peuvent être influencées par la nutrition de sa mère durant sa grossesse. Dans liquide amniotique qui l'entoure, le fœtus perçoit déjà les odeurs et montre des préférences pour ces odeurs familières après sa naissance (parfum de la mère, certains aliments consommés régulièrement durant la grossesse).
Certains nourrissons et jeune enfants montrent une forte appétence pour le sel alimentaire, une envie de sel ou appétence au sel (ou addiction au sel, selon l'auteur B. Stuckey) qui persiste durant l'enfance et l'âge adulte, fort nuisible à la santé dans le long terme. Nicolaidis et al. (1990) ont observé que ce phénomène chez des enfants dont les mères avaient souffert de nausées et vomissements très fréquents pendant leur grossesse et l'expliquent par la déshydratation extracellulaire dont le fœtus a souffert.

## Nutrition et malnutrition intra-utérine

Logo Zéro alcool pendant la grossesse

L'alimentation de l'humain commence dans le ventre de sa mère. La malnutrition de la mère pendant la grossesse augmente le risque de mortalité des enfants à naître, durant la période périnatale. La malnutrition de la mère augmente le risque que l'enfant naisse prématuré, ait un faible poids suivant un retard de croissance intra-utérin et soit suivi d'un retard de croissance staturo-pondérale et d'un retard de développement général qui touchera le cerveau.
La malnutrition intra-utérine et précoce (néo-natale et infantile précoce) peut avoir des effets néfastes jusqu'à l'âge adulte. Ainsi une étude de Moore et al. (1997) menée en Gambie, indique que les adultes nés durant les saisons de famine ont un risque dix fois plus élevé de mourir que ceux nés à une autre saison la même année. Des études conduites par Ezra Susser, Richard Neugebauer et Hans W. Hoek suggèrent que les enfants nés pendant la grande période de famine aux Pays-Bas en 1944 présentent des troubles de la personnalité (de type schizophrénique et personnalité anti-sociale), plus fréquemment que leurs pairs qui ne sont pas nés pendant cette période de famine. Dans les années 1980, des chercheurs découvraient qu'une carence en acide folique (vitamine B9, présente surtout dans les fruits et légumes) pouvait entraîner des défaillances dans le développement du tube neural chez l'embryon, durant les toutes premières semaines de la grossesse.

## Comportements alimentaires du nourrisson (allaitement, biberon et sevrage)

### Alimentation du nourrisson avant le sevrage

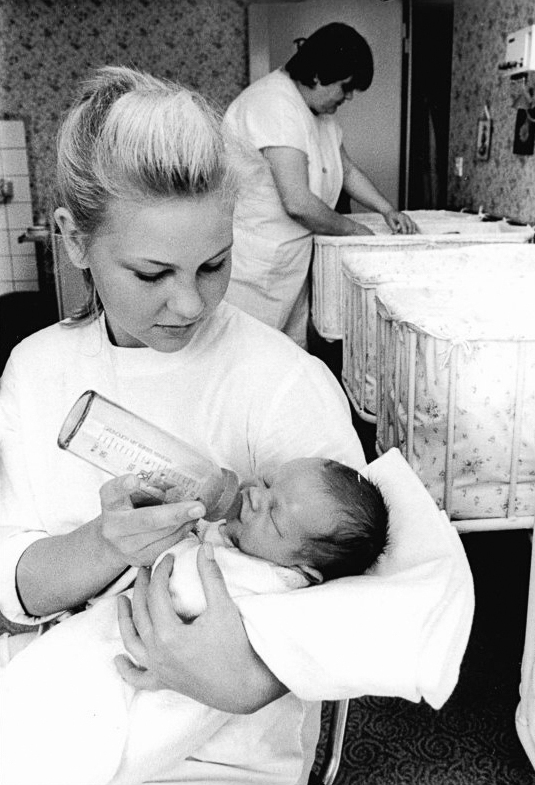
Nouveau-né nourri au biberon.

À la naissance et dans les premiers mois de la vie, les enfants ne peuvent pas assimiler de nourriture solide et sont nourris par allaitement (au sein) ce qui leur permet de bénéficier du lait maternel et comporte de nombreux avantages, en particulier une bonne protection contre les infections. D'autres enfants sont nourris au biberon pour des raisons de santé (mères souffrant de maladies transmissibles par le lait maternel comme le Sida, la tuberculose ou d'intoxication comme les mères consommant des drogues) ou par choix maternel. La nourriture au biberon ne pose pas de risque pour le développement du nourrisson.
Entre la naissance et l'âge de 4 mois, le nourrisson double son poids, ses organes se développent rapidement. Ces changements requièrent de grandes quantités d'énergie et de nutriments. Le développement du cerveau requiert de grands apports en phospholipides, cholestérol, glycolipides et protéines qui sont les principaux constituants des neurones et de la myéline. Les acides gras polyinsaturés (AGPI) omega-3 (ou n-3 ; ω3) et omega-6 (n-6 ; ω6) augmentent la flexibilité et les fonctions des membranes des cellules neuronales et gliales. Ces nutriments pourraient avoir des conséquences sur le développement mental ultérieur du nourrisson, développement cognitif ou santé mentale, quoi que cette question continue de faire l'objet de débats et de recherches.

### Sevrage
La transition entre l'alimentation au lait maternel et la nourriture solide s'appelle le sevrage du bébé. Les recommandations concernant l'âge de sevrage ont beaucoup varié en fonction des époques et des connaissances en nutrition et en médecine. En 2001, l'OMS a publié une directive recommandant une alimentation au lait maternel exclusive jusqu'à l'âge de six mois suivie d'un sevrage progressif à partir de six mois. Ces recommandations n'ont pas changé depuis lors (OMS, 2016). Le sevrage à six mois est recommandé par les nutritionnistes pour éviter les carences en fer qui peut entraîner des problèmes d'anémie et retards psychomoteurs.

## Comportements alimentaires de l'enfant

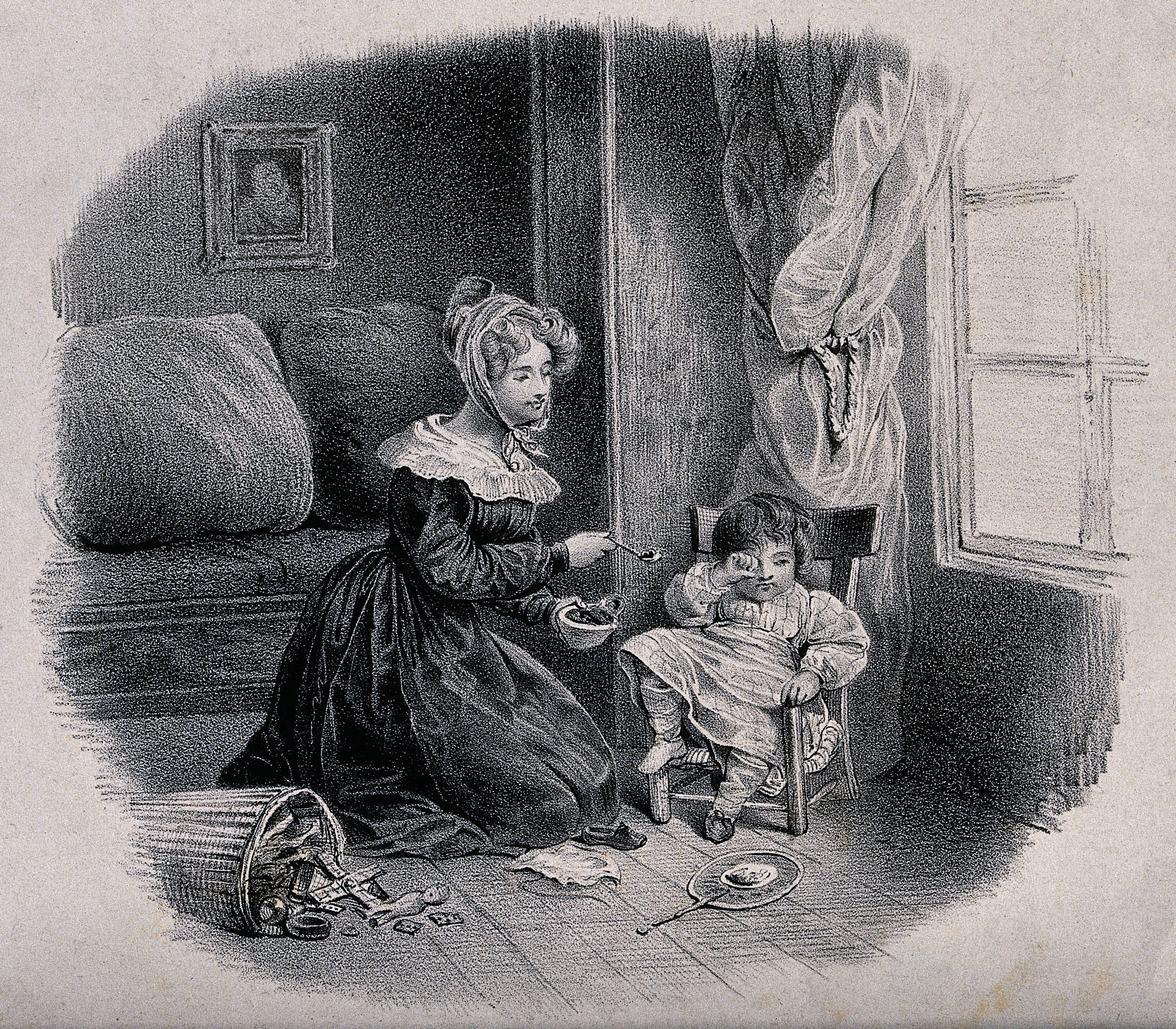
Un enfant a renversé son panier de jouets et refuse de manger

### Interactions parent - enfant
Les comportements alimentaires des enfants (du sevrage à l'adolescence) engagent fortement les interactions parent-enfant. Le déjeuner et le dîner familial, loin d'être uniquement des moments de partage et de plaisir, sont souvent source de conflit entre l'enfant qui ne veut pas manger et ses parents qui veulent le forcer ou l'inciter à manger des aliments que l'enfant n'aime pas. De tels conflits sont transitoires et normaux. Toutefois, si les parents forcent l'enfant à manger contre son gré, les enfants peuvent vomir, s'étrangler, renforcer leur comportement de refus. De tels conflits, s'ils s'aggravent, peuvent mener à des problèmes de conduites alimentaires et des problèmes de malnutrition à long terme.
Des études montrent qu'un aliment nouveau doit être présenté plusieurs fois à un enfant avant qu'il ne soit accepté et finalement apprécié (mais il n'existe pas de consensus sur la manière d'inciter l'enfant à essayer cet aliment nouveau),.

### Néophobie alimentaire: le refus des aliments nouveaux
Jusqu'à l'âge de six ou sept ans, il est normal qu'un enfant fasse preuve de néophobie alimentaire quand des aliments nouveaux lui sont présentés. L'encourager à finir ses épinards en lui faisant miroiter le dessert sucré a l'effet opposé, appelé l'effet de sur-justification (over-justification, terme utilisé par le chercheur John Prescott) : le légume devient moins attractif et le dessert plus attractif pour l'enfant.
En 2015, une revue de 31 articles expérimentaux sur le sujet conclut que les parents flexibles vis-à-vis de la nourriture de leur enfant (ni trop restrictifs, ni trop indulgents, ni hyper-protecteurs) arrivent aux meilleurs résultats : leurs enfants souffrent moins souvent de problèmes d'obésité ou de surpoids quelques années plus tard.

### Origine des préférences alimentaires
Les préférences alimentaires résultent surtout de facteurs environnementaux, la plupart des psychologues, neuropsychologues, biologistes et anthropologistes sont d'accord sur ce fait. Des différences de sensibilité au goût amer ont des origines génétiques démontrées. Certains gènes, hormones et neurotransmetteurs influencent également les préférences pour certains goûts. Cependant ces études ne remettent pas en cause le fait la plus grande partie des préférences gustatives résulte d'un apprentissage dans le contexte familial et culturel.

## Malnutrition du jeune enfant

Évolution du taux d'obésité aux États-Unis entre 1960 et 2004.

Les types les plus fréquents malnutrition chez l'enfant (en) sont le surpoids et l'obésité, ou à l'inverse, l'insuffisance de l'apport calorique (macronutriments). Dans les deux cas, on observe des déséquilibres et insuffisances d'apport de micronutriments (fer, zinc, vitamines, etc), ce qui est surnommé parfois la famine cachée (hidden hunger en anglais). Ces troubles de la malnutrition ont des incidences sur le développement psychologique des enfants (corrélations avec d'autres facteurs de risques ou causes directes) en plus de leurs conséquences sur la santé.

### Obésité infantile
Dans les pays développé et affluents économiquement, ou pays occidentaux, l'obésité et le surpoids (ou embonpoint) touchent les enfants de plus en plus jeunes, en France, dans les pays développés, mais aussi dans les pays à l'économie émergente : c'est l'obésité infantile. En 2007, on évaluait que 39 % des enfants en Europe, 20 % en Chine, 50 % en Amérique du Nord, souffraient d'un surpoids (Baker, Olsen & Sorensen, 2007). L'Organisation mondiale de la Santé (OMS) estimait, en 2014, que dans les pays en développement à économie émergente « la prévalence du surpoids et de l’obésité infantile chez les enfants d’âge préscolaire est supérieure de 30 %. Si la tendance actuelle se poursuit, le nombre de nourrissons et de jeunes enfants en surpoids atteindra 70 millions à l’horizon 2025 » (Commission sur les moyens de mettre fin à l’obésité de l'enfant de l'OMS en 2014). Dans son rapport de 2016, la Commission sur les moyens de mettre fin à l'obésité de l'OMS a estimé qu'au moins 41 millions d'enfant de moins de cinq ans souffrent de surpoids ou d'obésité actuellement dans le monde.
Sur le plan psychologique, l'obésité ou le surpoids résultent de, ou provoquent, plusieurs problèmes. L'obésité est fortement liée à la sédentarité et au manque d'activité physique. Or l'activité physique quotidienne (marche, vélo, jeux extérieurs…) permet une réduction de l'anxiété et du stress, une augmentation de l'estime de soi, du sentiment de bien-être et des performances scolaires chez l'adolescent. L'obésité indique aussi une mauvaise alimentation qui est souvent l'indice de déficiences nutritives en micronutriments.

### Déficits en micronutriments: la famine cachée
En effet, des déficits en micronutriments affectent deux milliards d'enfants dans le monde, ce que l'Organisation des Nations unies a nommé la « faim cachée » (hidden hunger) et ne touche pas seulement les pays pauvres. Dans les pays affluents économiquement, les carences en micronutriments (surtout fer, zinc, vitamines A et D) et acides gras essentiels sont très fréquentes. Les populations obèses sont les plus touchées par ces déficits en micronutriments en raison d'une faible consommation de fruits et légumes diversifiés. Les conséquences de ces déficiences en micronutriments sur le développement cognitif ou la santé mentale de l'enfant sont très probables mais font l'objet de débats parmi les spécialistes. Le manque de consensus provient en partie du manque d'études randomisées en double aveugle sur ce sujet.
Dans les pays développés, une alimentation végétalienne stricte imposée par certains parents peut également mettre l'enfant en situation de sous-nutrition (déficiences en protéines, en calories, en fer, en vitamines B12, calcium, zinc, riboflavine, vitamine D, etc.) et entraîner des lésions neurologiques à long terme, voir le coma suivi du décès du nourrisson dans les cas extrêmes.
Les troubles des conduites alimentaires (voir ci-dessous) entraînent également des déficits nutritionnels ; leur incidence est plus rare comparée au problème de l'obésité.

### Sous-alimentation du jeune enfant
Dans les pays en développement et moins affluents économiquement, la malnutrition la plus commune est l'insuffisance de nutriments, ou sous-alimentation. Près d'un tiers des enfants de moins de cinq ans présente des retards de croissance (taille et poids anormalement faibles pour l'âge), ou stunted growth en anglais entraînant le rachitisme, le syndrome de Kwashiorkor dans les cas les plus extrêmes.
Ces retards physiques sont accompagnés de retards du développement de la motricité et des fonctions cognitives (Unicef, 2007). Le retard de développement est l'un des deux indicateurs pris en compte par le groupe universitaire « Groupe international d'étude du développement de l'enfant » (International Child Development Steering Group) qui s'est mis en place pour rendre compte des problèmes de santé des enfants au niveau international. Ce groupe de chercheurs spécialisé dans le développement de l'enfant estime qu'environ 200 millions d'enfants dans le monde souffrent d'un retard de croissance ou vivent en dessous du seuil de pauvreté absolu. Ces auteurs notent qu'il est cependant difficile de distinguer des relations causales directes entre malnutrition et déficits cognitifs ou troubles de la santé mentale, puisque la pauvreté entraîne d'autres problèmes qui ont également un impact négatif sur l'environnement de l'enfant (dépression maternelle, sous-stimulation dans l'environnement familial, bas niveau d'éducation des personnes s'occupant de l'enfant).

## Troubles des conduites alimentaires
Les troubles alimentaires les plus fréquents avant l'âge adulte sont l'anorexie et la boulimie, qui apparaissent souvent à l'adolescence, beaucoup plus rarement avant.
L'anorexie est un « trouble caractérisé par une perte de poids intentionnelle, induite et maintenue par le patient » (CIM-10, version 2008). Il s'agit d'un trouble grave, qui affecte surtout les filles (neuf fois sur dix) et qui peut conduire au décès de la patiente.